# 2016 في السويد
فيما يلي قوائم الأحداث التي وقعت خلال عام 2016 في السويد.

## أحداث
- 8 يناير – طيران غرب السويد الرحلة 294

## مواليد

### مارس
- 2 مارس – الأمير أوسكار دوق سكانيا

### أبريل
- 19 أبريل – الأمير ألكسندر دوق سودرمانلاند

- 3 أبريل – لارس غوستافسون (مواليد 1936) كاتب سويدي.